# Kênh Nhà Lê

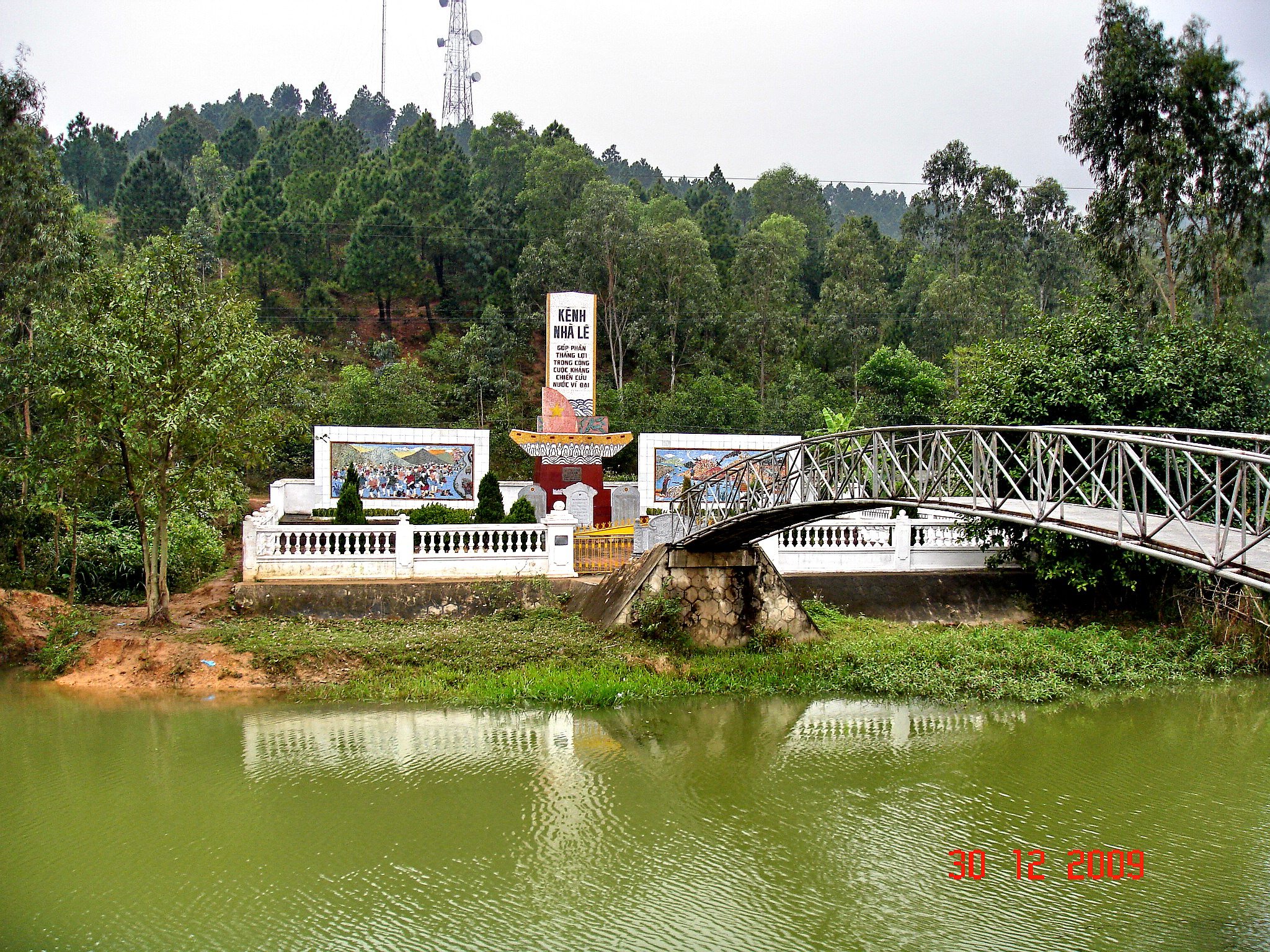
Di tích đài tưởng niệm kênh Nhà Lê ở Nghệ An năm 2009

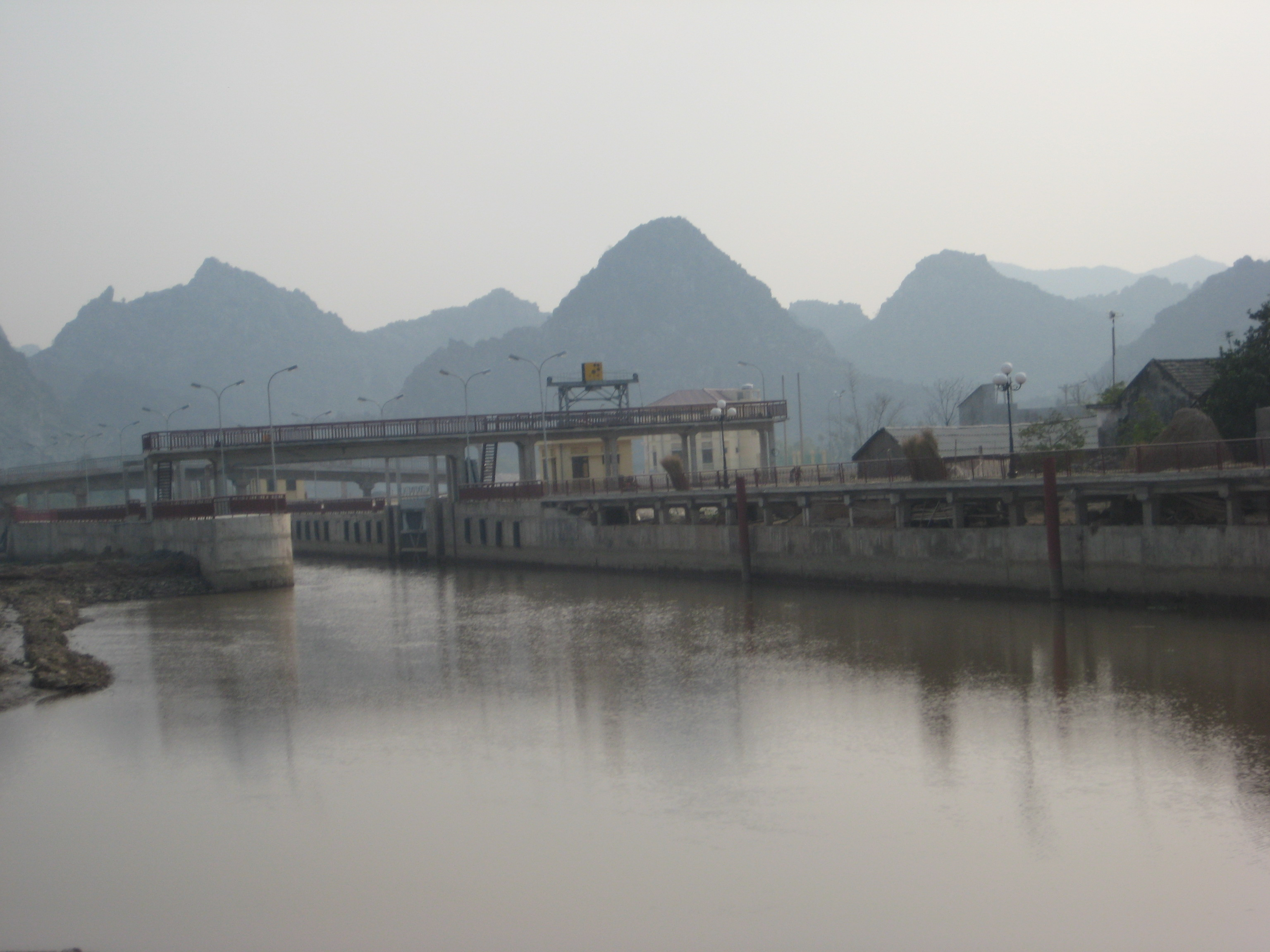
Âu cầu Hội - cửa Thần Phù trên sông Nhà Lê ở Yên Mô, Ninh Bình

Kênh Nhà Lê là hệ thống kênh đào cổ được hình thành từ thời Vua Lê Đại Hành để kết nối giao thông thủy từ kinh đô Hoa Lư tới Đèo Ngang - biên giới giữa Đại Cồ Việt với Chăm Pa nhằm mục đích vận tải quân lương, mở rộng lãnh thổ về phía Nam và phát triển kinh tế nông nghiệp nước nhà. Tuyến kênh nhà Lê gồm nhiều kênh đào mới hoặc khơi vét từ các sông tự nhiên mà các triều đại phong kiến nhà Tiền Lê, Hậu Lê, nhà Nguyễn và trong kháng chiến chống Mỹ đã sử dụng với mục đích giao thông, quân sự và phát triển nông nghiệp. Kênh Nhà Lê là tuyến đường thủy đầu tiên trong lịch sử Việt Nam và được coi là tuyến đường mòn Hồ Chí Minh trên sông vì những đóng góp cho các cuộc chiến tranh chống xâm lược của người Việt. Hiện nay còn ít nhất 6 sông mang tên sông Nhà Lê ở cả 4 tỉnh Ninh Bình, Thanh Hóa, Nghệ An và Hà Tĩnh. Các sông Nhà Lê này vẫn được nối thông thủy với nhau và với nhiều sông tự nhiên khác. Nhiều đoạn sông Nhà Lê hiện nay được công nhận là tuyến đường thủy quốc gia và Kênh Nhà Lê tại Nghệ An được xếp hạng di tích quốc gia.

## Tổng quan
Kênh nhà Lê là một hệ thống giao thông đường thủy quan trọng nối Ninh Bình - Thanh Hóa - Nghệ An và Hà Tĩnh, từ kinh đô Hoa Lư đến biên giới Đèo Ngang thời Tiền Lê. Năm 983, Lê Hoàn cho đào kênh từ sông Mã qua núi Đồng Cổ đến sông Bà Hoà. Năm 1003, Lê Hoàn tiếp tục cho đào kênh Đa Cái nối tới Hà Tĩnh. Năm 1438, Lê Thái Tông tiếp tục cho khơi đào các kênh ở Thanh Hoá và Ninh Bình. Năm 1445, Lê Nhân Tông sai các quan đốc thúc quân lính đào các kênh ở lộ Thanh Hoá và Nghệ An. Năm 1744, vua Lê Hiển Tông tiếp tục cho khơi kênh từ Thanh Hoá vào Nghệ An. Hệ thống các tuyến sông này hiện vẫn được gọi là sông Nhà Lê. Đây được xem là tuyến đường giao thông thủy đầu tiên trong lịch sử Việt Nam.

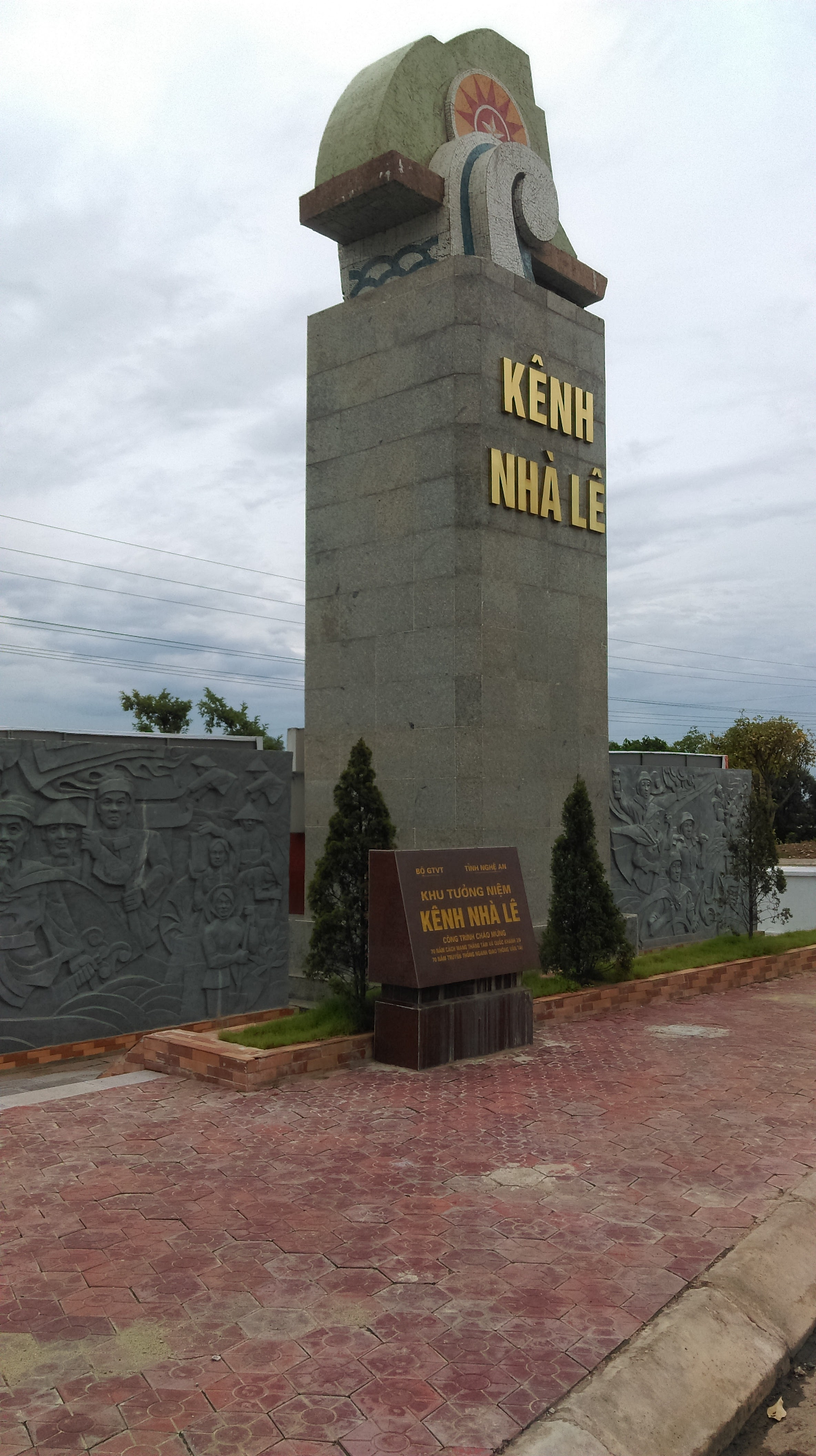
Kênh Nhà Lê tại Nghi Lộc, Nghệ An.

Những năm 1964, đế quốc Mỹ bắt đầu sử dụng máy bay ném bom để thực hiện cuộc chiến phá hoại miền Bắc, và một trong những mục tiêu hướng đến là cắt đứt các con đường tiếp vận của Việt Nam cho chiến trường miền Nam. Các tuyến giao thông huyết mạch đều bị máy bay dội bom phong toả. Trong bối cảnh đó, Cục Đường sông Việt Nam đã khảo sát các con sông lớn, nhỏ để mở luồng vận tải. Tuyến kênh đào Nhà Lê được khôi phục lại với chiều dài trên 500 km, bắt đầu từ huyện Yên Mô, Ninh Bình xuyên qua Thanh Hoá, Nghệ An đến huyện Cẩm Xuyên, Hà Tĩnh. Ngay sau đó, một ban chỉ đạo nạo vét toàn tuyến kênh đã được thành lập, với tên gọi tắt là Ban KT65. Các công trường nạo vét được đồng loạt mở ra ở 4 tỉnh Ninh Bình, Thanh Hoá, Nghệ An và Hà Tĩnh.
Năm 1965, Bộ Giao thông vận tải chỉ đạo các địa phương có kênh chảy qua đồng loạt thực hiện đợt nạo vét kênh quy mô lớn. Đến ngày 14.1.1966, Hội đồng Chính phủ thành lập Ban khai thác kênh nhà Lê, gọi tắt là Ban KT66, trực thuộc Cục Vận tải đường sông. Ban KT66 vừa chỉ huy các lực lượng nạo vét kênh, tổ chức vận tải, vừa trực tiếp bắn máy bay địch và rà phá bom mìn từ trường bảo đảm tuyến giao thông đường thủy nội địa được thông suốt.
Cuối năm 1965, trên toàn tuyến đã nạo vét được 365.000m3. Những đoạn cạn nhất được khoét sâu từ 50 – 60 cm và khi thủy triều lên đạt mức nước 1-1,2m, đảm bảo cho các loại thuyền có trọng tải trên 10 tấn đi lại thông suốt. Đồng thời, có 3 đại đội thanh niên xung phong với tổng số gần 1.000 đội viên nam, nữ được điều động chốt tại các khúc kênh quan trọng như kênh Son, kênh Ma Đa, kênh Cấm, kênh Sắt, kênh Gâm, kênh Than, kênh Nhồi, kênh Lấp, kênh De, kênh Choáng.

## Lộ trình
Dưới đây là thủy trình tuyến kênh Nhà Lê, khởi đầu từ cố đô Hoa Lư và kết thúc ở khu kinh tế Vũng Áng thuộc khu vực Đèo Ngang vốn là ranh giới của Đại Cồ Việt và Chiêm Thành (dấu * để chú thích địa danh tuyến đường thủy đi qua)
Cố đô Hoa Lư*- sông Sào Khê - sông Vạc - Đức Hậu* - sông Nhà Lê (Yên Mô*) - Cửa Thần Phù - sông Tống - Ba Đình* - sông Lèn - Đò Lèn* - sông Mã - sông Nhà Lê (Nông Cống*) - sông Yên - sông Thị Long - sông Cây Giang - sông Vực Hùng - sông Thạch Luyện - sông Mỏ Đá - Hoàng Mai* - Cửa Cờn* - sông Mi Giang - sông Hàu - sông Me - sông Bùng - sông Nhà Lê (Diễn Châu*) - cầu Cấm* - sông Cấm - sông Đào - sông Lam - sông Nhà Lê (Hồng Lĩnh*) - Nghèn* - sông Nghèn - sông Đò Diệm - sông Cầu Phú - sông Gia Hội - sông Rác - sông Nhà Lê (Kỳ Anh*)- Thiên Cầm* - Đèo Ngang*.
Điểm đặc biệt là tuyến kênh nhà Lê cắt ngang qua hầu hết các sông tự nhiên của 4 tỉnh nói trên, do đó ngoài việc tạo thuận lợi kết nối giao thông đường thủy nó còn có vai trò điều tiết dòng chảy tự nhiên và phát triển kinh tế nông nghiệp.

## Các tuyến sông địa phương
Kênh Nhà Lê có tổng chiều dài 500 km  hiện mang nhiều tên địa phương như:
- Kênh Nhà Lê ở Ninh Bình được gọi là sông Bút hay sông Yên Mô. Từ kinh đô Hoa Lư theo sông Sào Khê, sông Vạc để vào kênh Nhà Lê.
- Kênh Nhà Lê ở Thanh Hóa hiện gồm: sông Nhà Lê - sông Yên - sông Thị Long - sông Cây Giang - sông Vực Hùng - sông Thạch Luyện và các tuyến kênh đào liên kết từ thời Tiền Lê. Từ thời Hậu Lê có thêm tuyến kết nối gần hơn về phía biển là các kênh Than, kênh Ma Đa.
- Kênh Nhà Lê ở Nghệ An gồm các dòng sau: Kênh Mơ - nối liền sông Hoàng Mai và sông Thơi. Kênh Dâu - nối sông Thơi với sông Hàu. Kênh Mi Giang - nối sông Thơi với sông Bùng. Kênh Đạu và Kênh Sắt - nối sông Bùng với sông Cấm. Kênh Gai - Kênh Chính Đích - sông Vinh nối sông Cấm với sông Lam.
- Kênh Nhà Lê ở Hà Tĩnh gồm có hai con sông Nhà Lê và các sông nối gồm: sông Nghèn rồi sông Đò Diệm, sông Phú, sông Đạo, sông Ngàn Mo, sông Thương Long, sông Quèn, sông Rác.

### Sông Nhà Lê ở Ninh Bình
Sông Nhà Lê ở Ninh Bình là nơi khởi đầu của hệ thống sông Nhà Lê. Sông còn có tên là sông Yên Mô hay sông Bút, là một trong 4 tuyến sông ở Ninh Bình được đưa vào danh sách các tuyến đường sông quốc gia. Từ kinh đô Hoa Lư, xuôi dòng sông Sào Khê - sông Vạc thẳng hướng về phía nam 30 km đến ngã ba Đức Hậu là điểm khởi đầu của sông Nhà Lê.
Đại Việt sử ký toàn thư không thấy nói đến Lê Hoàn đào sông ở Ninh Bình nhưng theo thần tích các đền thờ vua Lê Đại Hành tại các xã nằm bên sông này như ở Yên Thái, Yên Lâm, huyện Yên Mô có thể suy đoán sông này được đào từ thời Tiền Lê, tại các xã này hiện còn vết tích thành đắp từ thời Tiền Lê. Đến thời Hậu Lê, việc đào Kênh Nhà Lê ở Ninh Bình vẫn được tiến hành.
Sông Nhà Lê ở Ninh Bình dài 14 km, từ ngã ba Đức Hậu đến cửa Thần Phù, chảy qua 6 xã Yên Từ, Yên Nhân, Yên Mỹ, Yên Mạc, Yên Thái, Yên Lâm thuộc huyện Yên Mô rồi nối với hệ thống sông Tống, sông Mã của Thanh Hóa tại vị trí cửa Thần Phù và điểm đầu của sông Càn.
Bên tuyến Kênh Nhà Lê ở Yên Mô có rất nhiều di tích cổ của người Việt như: Đền Thượng Bình Hải (xã Yên Nhân); Miếu Quyết Trí; Chợ Bút, Nhà thờ Ninh Tốn; Đình Từ Đường và đình Quảng Công thờ Vua Lê Đại Hành; Đền Nhân Phẩm và Đình làng Yên Tốt thờ Ấp Lãng Chân Nhân; Cửa Thần Phù,...

### Sông Nhà Lê ở Thanh Hóa

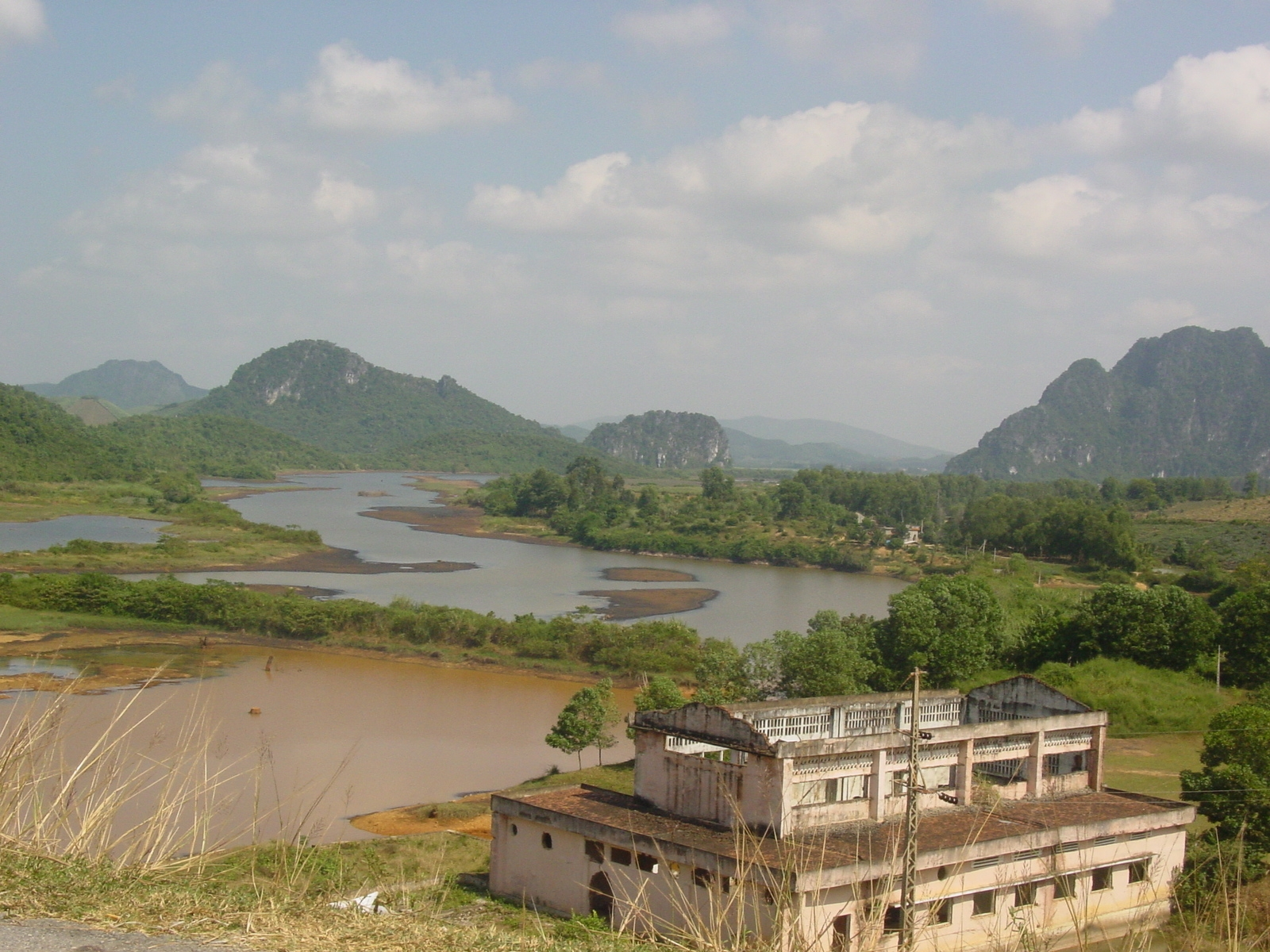
Sông Yên, đoạn chảy qua huyện Nông Cống

Thanh Hóa hiện vẫn còn hai sông mang tên sông Nhà Lê. Sông nhà Lê thứ nhất là tuyến sông cổ dài ~65 km với 1 nhánh từ xã Xuân Phú đi vào ranh giới giữa Thọ Xuân và Triệu Sơn hợp với nhánh nối từ sông Vị Giang tại xã Dân Quyền (gần Đồng Cổ) rồi đi theo sát quốc lộ 47C về phía nam tới xã Tế Nông huyện Nông Cống thì nhập vào sông Yên. Sông nhà Lê thứ hai khác là tuyến kênh dài ~25 km cũng nối với sông Vị Giang tại ngã 3 Nông Cống - Đông Sơn - Quảng Xương rồi đi sát quốc lộ 45 làm ranh giới giữa huyện Quảng Xương với Tp Thanh Hóa rồi hợp lưu vào sông Mã.
Từ các nhánh sông Nhà Lê nói trên, khi qua địa phận xã Đông Nam, thành phố Thanh Hóa đều hợp lưu vào sông Yên và tiếp tục xuống hướng nam. Tuyến đường thủy tiếp tục đi theo các sông là sông Yên - sông Thị Long - sông Cây Giang - sông Vực Hùng - sông Thạch Luyện chảy qua các huyện Nông Cống - Như Xuân - Tĩnh Gia trước khi đến địa phận Nghệ An.
Từ thời nhà Hậu Lê, tuyến sông Nhà Lê mới ở Thanh Hóa được các thế hệ người Việt khơi mở nằm gần ven biển hơn tuyến cũ từ Đồng Cổ đến Ba Hòa, tuyến này đi qua các huyện Nga Sơn, Hậu Lộc, Hoằng Hóa, Quảng Xương, Tĩnh Gia. Nhiều ngôi chùa được dựng xây dọc trên những làng, ấp theo tuyến kênh nhà Lê, như chùa Hương Nghiêm ở giáp Bối Lý, chùa Báo Ân, chùa An Hoạch ở Đông Sơn, chùa Sùng Nghiêm Diên Thánh ở Duy Tinh (Hậu Lộc), chùa Hưng Phúc ở Hương Yên Duyên (Quảng Xương).

### Sông Nhà Lê ở Nghệ An
Sách "Đại Việt sử ký toàn thư" có chép rằng: "Quý Mão (ứng Thiên) năm thứ 10 (1003) Tống Hàm Bình (năm thứ 6) vua đi Hoan Châu vét kênh Đa Cái (nay là Hoa Cái) thẳng đến Tư Củng trường ở Ám Châu"
Các kênh đào thời nhà Tiền Lê đã nối thông với các sông tự nhiên thành một hệ thống đường thủy thông suốt từ Quỳnh Lưu ở phía Bắc cho đến sông Lam ở phía Nam. Tàu thuyền vận tải có thể từ các bến cảng: Cửa Cờn, Cửa Quèn, Cửa Thơi, Cửa Vạn, Cửa Lò, Cửa Hội... đến các vùng đồng bằng Diễn Châu - Yên Thành - Quỳnh Lưu và Nam Đàn - Hưng Nguyên - Nghi Lộc, lại có thể đi thông ra tận Thanh Hoá, đến Kinh đô Hoa Lư, ra Bắc.
Từ ranh giới phía Bắc Nghệ An, thuộc địa phận thị xã Hoàng Mai, Lê Hoàn cho đào kênh Bà Hòa (thuộc xã Tân Trường, Tĩnh Gia, Thanh Hoá) theo hướng Nam, rồi men theo chân núi Xước, nối với sông Hoàng Mai và Kênh Xước. Kênh này chạy từ Sòi Trẹ (xã Quỳnh Lộc) đổ vào sông Hoàng Mai ở phía Bắc làng Ngọc Huy và gọi là Kênh Son. Từ Ngọc Huy, kênh chảy qua các xã vùng Bãi Ngang gọi là Kênh Mơ (còn gọi là kênh Mai Giang, kênh Ngọc Để) rồi đổ ra Lạch Quèn. Dòng kênh này men theo dòng nước chảy là khe Nước Lạnh, là đường ranh giới phía Nam Thanh Hoá, Bắc Nghệ An, thuộc huyện Quỳnh Lưu.
Những đoạn sông Nhà Lê ở Nghệ An đều nằm ở các huyện ven biển, thường mang các tên địa phương. Đoạn còn mang tên sông Nhà Lê chảy qua huyện Diễn Châu, Nghi Lộc, Hưng Nguyên và Vinh.

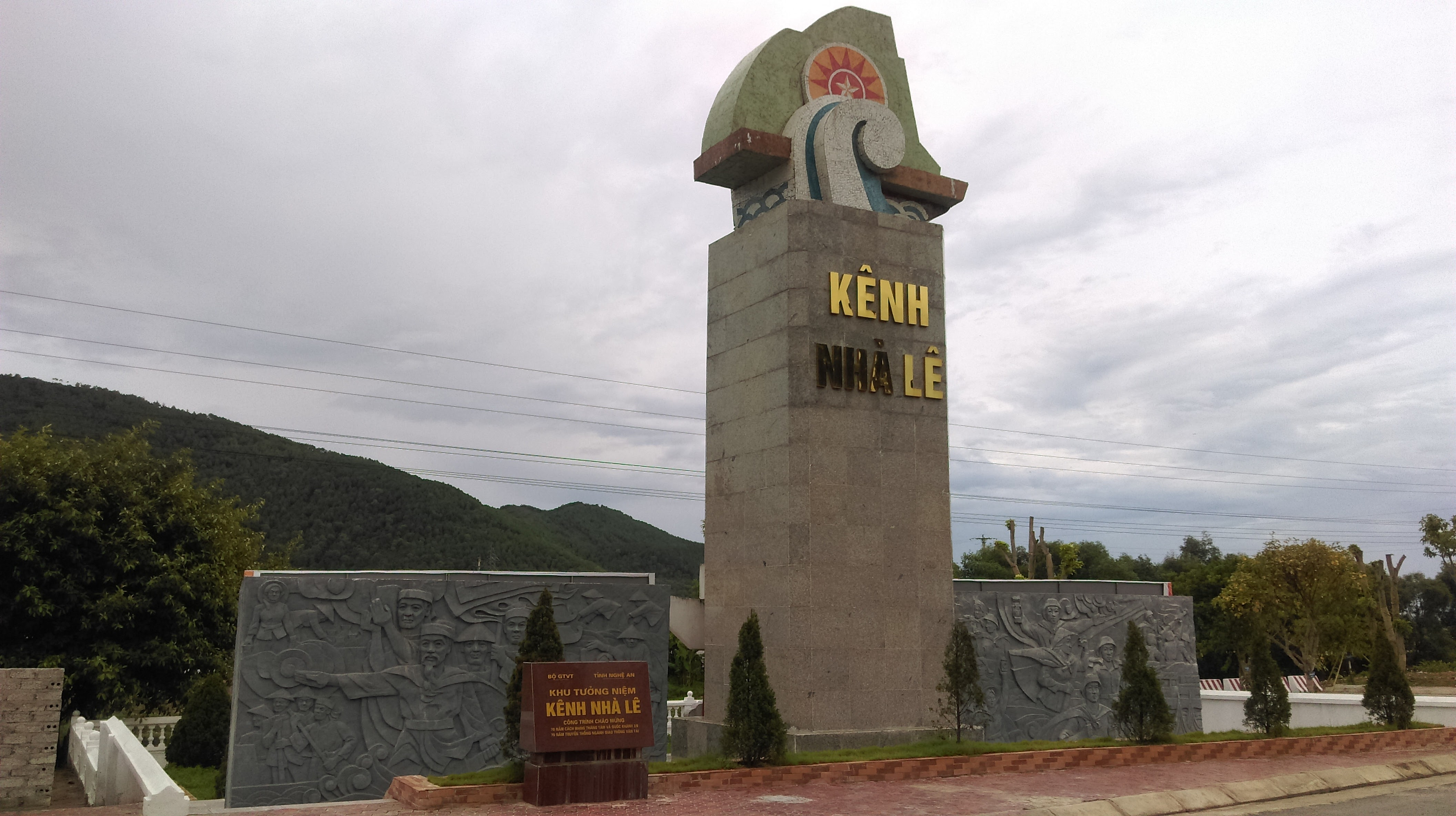
Kênh Nhà Lê tại Nghi Lộc, Nghệ An.

Trong lịch sử xây dựng và phát triển Nghệ An, Kênh Nhà Lê tại địa phận này đã có nhiều đóng góp về mặt giao thông, thủy lợi, góp phần hình thành nên nhiều làng quê đông đúc trù phú như làng Ngọc Huy, làng Xuân Úc (Thị xã Hoàng Mai), làng Phú Đa (huyện Quỳnh Lưu), làng Đức Thịnh, làng Vạn Phần (huyện Diễn Châu) và góp phần đáng kể vào việc phát triển nền kinh tế nông nghiệp, thương nghiệp, thủ công nghiệp...
Trong chiến tranh, chỉ tính riêng tuyến kênh nhà Lê tại Nghệ An (từ năm 1965 - 1968) không quân Mỹ đã tiến hành công kích trên 190.000 trận, ném hơn 700.000 tấn bom vào các mục tiêu quân sự, đầu mối giao thông, cơ sở kinh tế và khu dân cư trên địa bàn tỉnh Nghệ An.

### Sông Nhà Lê ở Hà Tĩnh

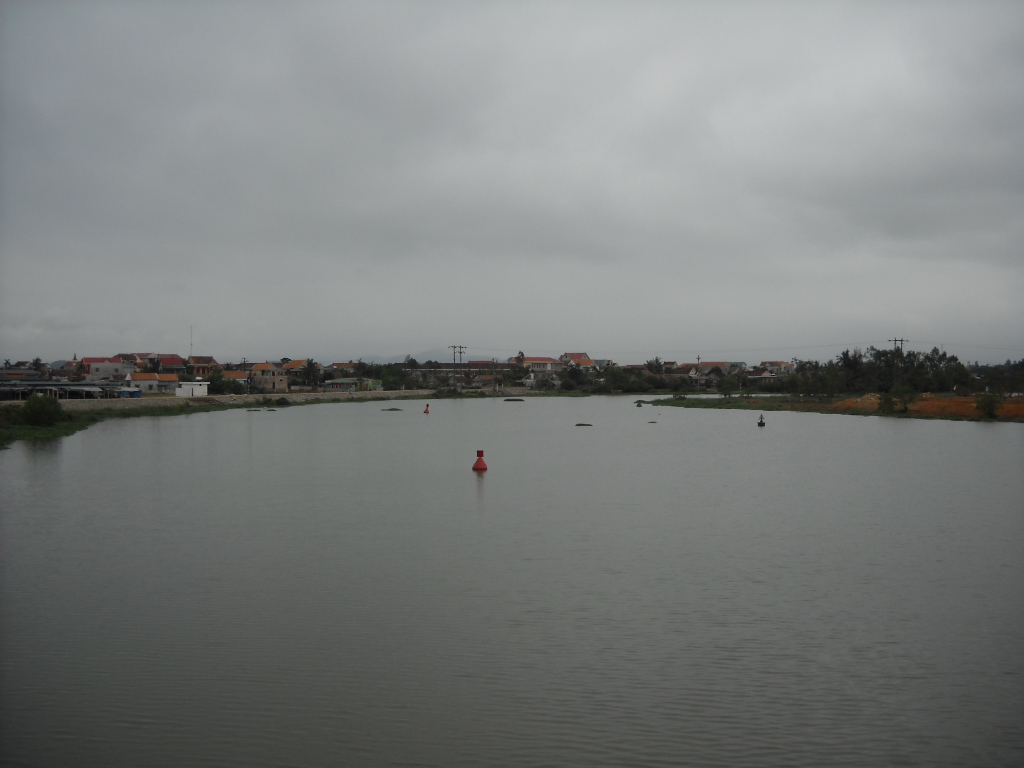
Sông Nghèn thuộc tuyến kênh Nhà Lê, đoạn chảy qua thị trấn Can Lộc

Tại Hà Tĩnh có 2 đoạn còn mang tên sông Nhà Lê ở nửa phía bắc và nửa phía nam tỉnh. Kênh Nhà Lê ở Hà Tĩnh chảy quanh co qua làng mạc của các huyện Đức Thọ, Hồng Lĩnh, Can Lộc, Thạch Hà, Cẩm Xuyên, thị xã Kỳ Anh rồi đổ ra biển ở Đèo Ngang.
Sông Nhà Lê ở phía bắc Hà Tĩnh bắt đầu tại ranh giới Nghệ An và Hà Tĩnh trên sông Lam. Vị trí này giữa xã Đức Vĩnh và phường Trung Lương (Thị xã Hồng Lĩnh). Sông là ranh giới tự nhiên giữa huyện Đức Thọ và thị xã Hồng Lĩnh. Khi qua thị trấn Nghèn (Can Lộc), Kênh Nhà Lê đổi tên thành sông Nghèn rồi sông Đò Diệm, sông Phú, sông Đạo, sông Ngàn Mo, sông Thương Long, sông Quèn, sông Rác.
Đoạn sông Nhà Lê phía nam Hà Tĩnh là đoạn cuối cùng mang tên sông Nhà Lê, nó khởi đầu từ sông Rác tại xã Cẩm Lạc, Cẩm Xuyên chảy qua xã Cẩm Minh rồi đi vào huyện Kỳ Anh (qua các xã: Kỳ Phong, Kỳ Tiến, Kỳ Giang, Kỳ Phú, Kỳ Đồng, Kỳ Khang, Kỳ Thọ, Kỳ Ninh rồi đổ ra biển tại cửa khẩu vịnh Vũng Áng. Khu vực này nằm sát chân Đèo Ngang, vốn là ranh giới giữa Đại Cồ Việt và Chiêm Thành thời Tiền Lê.

## Lịch sử hình thành
Trước thế kỷ X đường bộ Thanh Hóa đã hình thành nối liền với Bắc Bộ. Nhưng do những điều kiện tự nhiên và xã hội mà nó chưa trở thành vai trò chủ lực trong hệ thống giao thông giữa hai vùng thì đường giao thông thủy từ trung tâm của quận Giao Chỉ đến quận Cửu Chân - châu Ái đã trở thành quan trọng nhất. Đó là từ sông Hồng rẽ phía hữu ngạn vào sông Phủ Lý hoặc sông Nam Định đến sông Đáy rẽ sông Vạc, sông Nhà Lê vùng Ninh Bình đến cửa Thần Phù vào Thanh Hoá.
Năm 981, Lê Hoàn lên ngôi hoàng đế, kinh đô vẫn tiếp tục đóng ở Hoa Lư (Trường Yên, Hoa Lư, Ninh Bình). Vào thế kỷ X, đất Hoa Lư có núi đá cao bao bọc xung quanh, núi sông tạo thành những phòng tuyến liên hoàn, rất lợi hại trong việc phòng thủ và tiến công và tiếp giáp với châu Ái. 
Sau khi tiến hành "kháng Tống, bình Chiêm" thắng lợi, Lê Đại Hành đã thi hành nhiều biện pháp tích cực để phát triển kinh tế và củng cố quốc phòng. Trong xây dựng đất nước, Lê Đại Hành đã tiến hành hàng loạt các biện pháp để thúc đẩy kinh tế, văn hoá xã hội phát triển. Với sự kiện mùa xuân 987, vua lần đầu tiên cày ruộng tịch điền ở Đọi Sơn, Lê Đại Hành đã mở đầu cho một lễ nghi mà các vương triều sau tiếp tục noi theo để khuyến khích phát triển sản xuất nông nghiệp. Một công trình kết hợp để phát triển kinh tế với quốc phòng là: Công trình đào sông từ Đồng Cổ đến Bà Hoà. Toàn thư chép: "Khi nhà vua đi đánh Chiêm Thành, từ núi Đồng Cổ đến sông Bà Hoà, đường núi hiểm trở khó đi, người ngựa mỏi mệt, đường biển thì sóng to khó đi lại, bèn sai đào kênh, đến đây (Quý Mùi-năm 983) thì xong, công tư đều lợi".
Đồng Cổ nằm ở hữu ngạn sông Mã (Yên Thọ, Yên Định, Thanh Hoá). Sông Bà Hoà ở phía cực nam tỉnh Thanh Hoá (xã Tân Trường, Tĩnh Gia), giáp huyện Quỳnh Lưu, Nghệ An đổ ra cửa Lạch Bạng. Như vậy, Lê Đại Hành đã cho tiến hành đào sông nối sông Mã ở bắc Thanh Hoá với sông Bà Hoà ở nam Thanh Hoá- bắc Nghệ An. Nhưng điều đó không có nghĩa là đào một con sông hoàn toàn mới. Lê Hoàn đã tận dụng những chi lưu nhỏ của các sông Mã, sông Cầu Chày, sông Chu, sông Hoàng, sông Yên... khơi sâu, nắn thẳng và đào một số đoạn cần thiết để hình thành một tuyến giao thông thủy nội địa thuận tiện từ bắc đến nam Thanh Hoá.
Công trình đào sông thời Tiền Lê do Lê Hoàn khởi dựng đã "mở đầu cho sự nghiệp phát triển hệ thống giao thông thủy nội địa Việt Nam dưới thời phong kiến" của Việt Nam vào thế kỷ X thể hiện sự lớn mạnh của quốc gia độc lập tự chủ trong việc thực hiện chức năng quản lý các công trình công cộng của nhà nước phương Đông. Giáo sư Văn Tân cho rằng: "Trong trận viễn chinh này (Lê Đại Hành đi đánh Chiêm Thành), Lê Đại Hành nhìn thấy con đường bộ đi vào Nghệ Tĩnh là con đường khó đi, làm nhọc sức quân đội và nhọc cả sức dân, gây nhiều tổn phí cho nhà nước. Vì vậy nhà vua đã ra lệnh đào một con kênh từ Bố Hạ, Quảng Xương ngày nay đến sông Bà Hoà (Tĩnh Gia) để có thể từ sông Mã cứ theo đường thủy mà vào đến tận Nghệ An rồi từ Nghệ An liền ra biển".
Sông Bà Hoà là tên gọi khi chảy qua địa phận xã Tân Trường đến Hải Thượng theo hướng Bắc gọi là sông Yên Hoà đổ ra cửa Bạng. Từ khu vực xã Trường Lâm một dòng sông chảy theo hướng nam đi men theo chân núi Xước nối với sông Hoàng Mai (huyện Quỳnh Lưu, tỉnh Nghệ An). Đó là kênh Bà Hoà mà Lê Đại Hành cho khơi đào. Trên cơ sở dòng chảy tự nhiên của các sông, Lê Đại Hành đã huy động lực lượng cho đào kênh từ cửa Thị Long nối với sông Cầu Hang để xuôi ra cửa Bạng. Sông này phải đi qua các núi đá Liên Xá, Am Các, Hậu Trạch nên gọi là kênh Than - kênh Trầm. Gia phả họ Ngô chép: Ngô Tử Án là con trai Ngô Xương Sắc. ông làm quan triều Tiền Lê Lý, được Lê Đại Hành sai đào vét các kênh sông từ Yên Định đến Tĩnh Gia... Trên kênh Sắt (nay thuộc Quỳnh Lưu) ngày nay còn dấu vết một chiếc ghế đá tạc trong hang sát với kênh Sắt. Chỗ tựa có ba chữ "Thủy Thạch Tiên", trên vách đá có bài thơ. Tương truyền ghế đá và bài thư của Ngô Tử Án.
Từ sông Bà Hoà đổ ra cửa Bạng, quân lính Lê Đại Hành đã đào một đoạn kênh thẳng ở vùng Mai Lâm, dài khoảng 1,5 km, để uốn thẳng dòng sông vốn đi theo hình vòng thúng, men theo dòng nước chảy ở khe nước lạnh. Khe nước lạnh ở phía bắc huyện Quỳnh Lưu là chỗ phân địa giới giữa Nghệ An và Thanh Hoá. Nước khe từ trong hang núi vọt ra lạnh buốt ghê người, nên gọi tên thế 
Sông đào từ Đồng Cổ đến Bà Hoà ở thế kỷ X do Lê Đại Hành tổ chức thực hiện là con đường giao thông thủy nội địa đầu tiên của Việt Nam. Con đường đó đã đóng góp không nhỏ vào sự nghiệp bảo vệ vững chắc và mở mang bờ cõi phía nam và còn thúc đẩy sự phát triển kinh tế xã hội Thanh Hoá trong suốt tiến trình đi lên của lịch sử dân tộc.
Mười năm sau khi đào sông từ Đồng Cổ đến Bà Hoà, năm "Quý Mão (1003), Lê Đại Hành đi Hoan Châu (Nghệ An) sai đào kênh Đa Cái"  Đó là tuyến nối kênh Sắt ở bắc Nghệ An với sông Lam. Như vậy, từ đó đi từ vùng sông Mã (Thanh Hoá) đến vùng sông Lam (Nghệ An) ngoài tuyến đường bộ và đường biển có một tuyến đường thủy nội địa an toàn, thuận tiện.

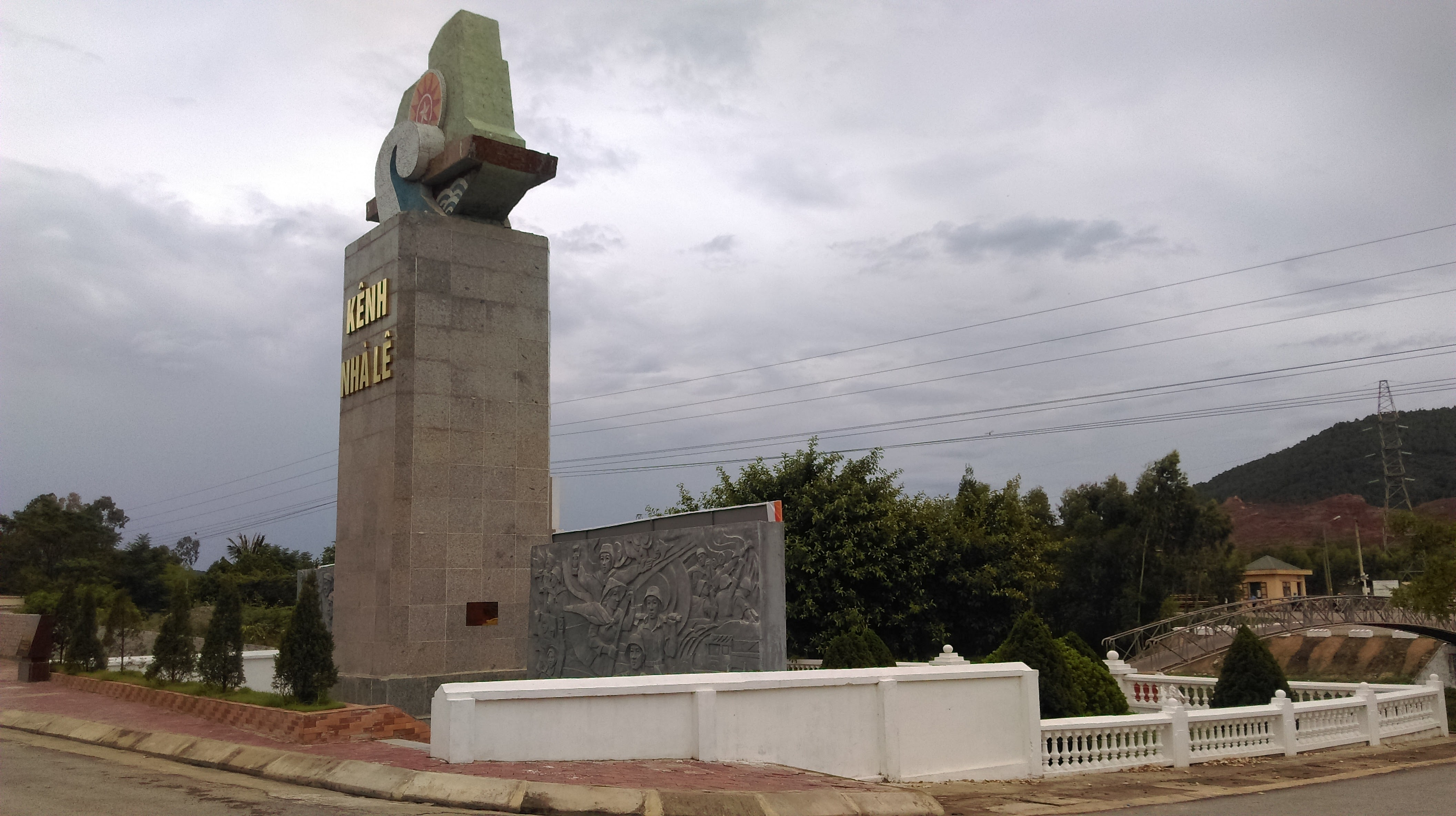
Kênh Nhà Lê tại Nghi Lộc, Nghệ An.

Trước thế kỷ X và cả sau này đường bộ đi từ Giao Châu đến Ái Châu (Thanh Hoá) hết 10 ngày, từ Ái Châu đi về đông nam đến Diễn Châu hết 5 ngày. Đi ngựa mỗi ngày 70 dặm, đi bộ mỗi ngày 50 dặm . Như thế, tính từ Giao Châu đến Thanh Hoá đường đi dài 500 dặm, Thanh Hoá đến Diễn Châu là 250 dặm. Con đường thủy từ bến Hà Nội vào đến Thanh Hoá là 416 dặm. Trên đất Thanh Hoá, đường thủy từ Tống Giang đến tỉnh Thanh Hoá có 77 dặm còn đến Diễn Châu là 140 dặm  Con đường đó không những ngắn mà rất thuận lợi bởi dùng thuyền bè nặng hay nhẹ thì mỗi ngày cũng đi được 70 dặm, thuận tiện và nhàn hạ hơn nhiều so với đi đường bộ.
Những con kênh đào đó đã góp công không nhỏ giúp cho Lê Đại Hành, Lê Long Đĩnh ra quân dẹp các cuộc nổi dậy ở Thanh Hoá trong các năm 999, 1001, 1005. Các dòng sông đào trên đất Thanh Hoá có từ thời Lê Đại Hành và các thời Lý, Trần, Hồ. Lê, Nguyễn tiếp tục khơi đào, thực sự "có lợi cho hàng vạn năm sau".
Trong cuộc kháng chiến chống đế quốc Mỹ, những dòng sông đào từ Yên Mô - Nga Sơn đến Tĩnh Gia lại trở thành tuyến vận chuyển nhân tài vật lực của cả miền bắc vào miền Nam. Chính vì vậy mà các sông đào trên đất Thanh Hoá có từ thời Lê Đại Hành luôn được nạo vét, tu bổ. Lê Đại Hành là vị vua đầu tiên của nhà nước độc lập tự chủ tổ chức đào sông. Sự nghiệp mở đầu vĩ đại đó của thời Tiền Lê đã trở thành phương châm hành động của các thời Lý, Trần, Lê, Nguyễn sau này. Các thời đại kế tiếp nhau không chỉ luôn khơi đào, nạo vét các dòng sông cũ mà còn tiếp tục đào thêm các sông mới. Từ con sông đào do Lê Đại Hành đầu tiên đào trên đất Thanh Hoá thời Tiền Lê, đến thời Lý, Trần sông đào đã xuất hiện ở đồng bằng Bắc Bộ đến Thanh-Nghệ-Tĩnh... Đến thời Lê đã rộng khắp dải miền Trung Bộ và đến thời Nguyễn thì sông đào có mặt ở khắp mọi miền Việt Nam.

## Đường Hồ Chí Minh trên sông
Khởi nguồn từ thời tiền Lê, khi Lê Hoàn cho đào Kênh nhà Lê từ Hoa Lư (Ninh Bình) vào tận tới Đèo Ngang (Hà Tĩnh) với tham vọng nối các con sông nội địa lại với nhau, mở ra tuyến vận tải thủy cho mục đích giao thương và quân sự. Các triều đại lịch sử sau đó, từ Lý, Trần, Hậu Lê tới thời nhà Nguyễn, Kênh nhà Lê đều được mở mang và là chứng nhân của nhiều sự kiện lịch sử.
Đến năm 1964 do tình hình chiến sự leo thang, các tuyến đường sắt, đường bộ vào Quảng Bình, Quảng Trị thường bị tắc nghẽn, hủy diệt. Bộ Giao thông vận tải đã cho khai thông lại tuyến Kênh nhà Lê, làm con đường vận tải thủy hữu hiệu đưa hàng hóa qua trọng điểm đánh phá miền trung, giao Cục Đường thủy nội địa triển khai. Chừng 500 km kênh từ Ninh Bình vào Hà Tĩnh được nạo vét, khơi thông lập bến bãi, rà phá bom, thủy lôi, bảo đảm an toàn cho tàu bè qua lại. Năm 1965, chuyến tàu đầu tiên đã xuất hành khởi đầu cho hành trình vận chuyển đến khi hòa bình lập lại ở miền bắc cuối 1972.

## Hoạt động bảo tồn
Ông Lê Bá Hạnh, Phó giám đốc Bảo tàng Hà Tĩnh cho biết: "Những dấu tích, hiện trạng nguyên vẹn của kênh nhà Lê cần được bảo tồn để thế hệ sau biết được giá trị của một công trình ghi dấu ấn lịch sử, tồn tại qua nhiều thế kỷ và hiểu rõ truyền thống hào hùng của cha ông" và cho biết thời gian tới Hà Tĩnh sẽ chú trọng cải tạo kênh, lắp đặt bia chỉ dẫn ở nơi khởi nguồn của kênh Nhà Lê tại ngã ba sông Lam để khẳng định giá trị lịch sử. Năm 2015, Hà Tĩnh cũng đã phê duyệt dự án: Cải tạo, nâng cấp hệ thống thủy lợi kênh Nhà Lê, đoạn qua huyện Đức Thọ, thị xã Hồng Lĩnh và huyện Can Lộc.
Ngày 2/12/2015, tại xã Nghi Yên, Nghi Lộc, Nghệ An, Sở GTVT Nghệ An đã tổ chức Lễ khánh thành công trình tôn tạo di tích Kênh Nhà Lê, nơi tưởng niệm 130 liệt sĩ ngành giao thông vận tải hi sinh trong cuộc kháng chiến chống Mỹ. Kỷ niệm ngày Thương binh - liệt sĩ 27/7, Cục trưởng Cục Đường thủy nội địa Việt Nam Hoàng Hồng Giang cùng tập thể Lãnh đạo Cục, Công đoàn Cục tổ chức đi thị sát kênh đào nhà Lê, tới đặt vòng hoa, dâng hương tưởng niệm các anh hùng liệt sĩ tại đài tưởng niệm - Kênh Nhà Lê - Nghệ An.
Tại Quyết định số 2405/QĐ-BVHTTDL về việc xếp hạng di tích quốc gia, do Thứ trưởng Nguyễn Ngọc Thiện ký ngày 7/7/2016. Bộ Văn hóa, Thể thao và Du lịch đã quyết định xếp hạng di tích quốc gia đối với di tích lịch sử Kênh Nhà Lê tại Nghệ An, thành phố Vinh, huyện Hưng Nguyên, huyện Nghi Lộc, tỉnh Nghệ An.